# Quintus Fabius Maximus Allobrogicus
Pour les articles homonymes, voir Fabius Maximus.
Quintus Fabius Maximus, surnommé Allobrogicus, né vers 164 av. J.-C., est un consul et général romain qui remporte une importante victoire lors de la Bataille du confluent sur le peuple gaulois des Allobroges et leur allié le roi arverne Bituitos en 121 av. J.-C. Cette campagne victorieuse, menée avec Cnaeus Domitius Ahenobarbus, marque la création de la province romaine de Gaule narbonnaise.

## Origines familiales et descendance
Membre de la prestigieuse gens des Fabii, il est le fils de Quintus Fabius Maximus Aemilianus, consul en 145 av. J.-C., et le petit-fils de Paul Émile, vaincu par Hannibal à Cannes (-216). 
Son père a été adopté dans la famille des Fabii Maximi après le divorce de Paul Émile, tandis que son frère (futur destructeur de Carthage), a été adopté dans la famille des Cornelii Scipiones, devenant Scipion Émilien.[pas clair]
Sa date de naissance peut être fixée à 164 av. J.-C., s'il est devenu questeur à 30 ans et consul à 43 ans.
On lui connaît un fils, aussi nommé Quintus Fabius Maximus, connu pour ses vices[pas clair] et jamais élu consul, et un petit-fils, Quintus Fabius Maximus, proche de Jules César et consul suffect en 45 av. J.-C.

## Biographie

### Début de carrière
Il commence son cursus honorum en 134, en devenant questeur. Il est recommandé lors de ces élections par son oncle Scipion Émilien. Celui-ci se l'adjoint comme son questeur en Hispanie citérieure où ils combattent lors de la dernière guerre de Numance. Fabius prend la tête de 4 000 volontaires. Sagace et prudent, Scipion conçoit le plan d'encercler et assiéger les Numantins sans la moindre faille. Après quinze mois de siège, la ville tombe, vaincue par la faim, à l'été 133.
Après la mort de son oncle Scipion Émilien en 129, Fabius présente un banquet à la population de Rome et prononce l'oraison aux funérailles du défunt général.
En 124, il est préteur. Il est ensuite nommé gouverneur propréteur en Hispanie l'année suivante. Il est condamné par le Sénat, sur une motion du tribun de la plèbe Caius Gracchus, pour avoir extorqué du grain à une ville espagnole.

### Consulat et Proconsulat en Gaule (121-120)
En l'an 121, il est élu consul aux côtés de Lucius Opimius. Quatre années plus tôt, appelés à l'aide par leurs alliés Marseillais, contre les Salyens, les Romains commencent des campagnes militaires dans les territoires de Gaule méridionale. Assez rapidement la zone de conflit s’étend par contiguïté, engageant des peuples puissants comme les Voconces puis les Allobroges et leurs alliés Arvernes, qui se trouvent en position hégémonique en Gaule. Il reçoit la direction d'une partie des opérations qui se mènent alors en Gaule, aux côtés de Cnaeus Domitius Ahenobarbus, consul l'année passée et qui avait pris le commandement des troupes romaines en Gaule. La rivalité des deux généraux romains et le caractère fragmentaire de nos sources rend le récit de cette campagne souvent incertain. Après la victoire remportée par Domitius à Vindalium, près de la Sorgue sur les Allobroges, Fabius les écrase à son tour avec leur allié arverne Bituitos à la bataille du confluent Rhône-Isère. Lors de cet affrontement, Fabius est à la tête de 30 000 hommes et aurait fait face à 180 000 Gaulois, dont les cinq-sixièmes seraient tués lors de la bataille, mais en fait une bonne partie serait mort dans la traversée du Rhône. Leurs victoires sur les Allobroges et les Arvernes valent le triomphe aux deux généraux romains.
En l'an 120, il remplace Domitius Ahenobarbus comme proconsul en Gaule, achevant de vaincre les Allobroges et les Arvernes.
À la suite de son triomphe, Fabius obtient le droit de porter le surnom Allobrogicus, « vainqueur des Allobroges, ». Il a également le droit de faire construire à Rome un monument particulier pour célébrer ses exploits, le premier arc de triomphe érigé dans la ville, appelé fornix Fabianus, surmonté de sa statue et de bustes de ses ancêtres. Il est construit au débouché de la Via Sacra sur le Forum Romanum. Le lieu n'est pas choisi au hasard, l'arc étant accolé à la Regia, le type de monument non plus, un arc rappelant la geste des Fabiens en 477 sortis de Rome par la porte Carmentale, devenue maudite, ou encore la l'intervention des ambassadeurs romains, trois Fabii, et leur rôle dans le déclenchement du mouvement des Gaulois menant  au sac de Rome en 390. Allobrogicus affirme là avoir soumis définitivement les Gaulois Allobroges et met un terme à la malédiction portant sur sa gens, Rome se dotant d'une porte bénéfique pour commémorer ce renversement.

### Fin de carrière
En 113, il peut avoir été le « Quintus Fabius » qui est chef d'une ambassade envoyée en Crète pour aider à mettre fin à certains conflits internes entre les différentes villes de l'île.
En 108, il est peut-être nommé censeur avec Caius Licinius Geta pour collègue, mais il peut y avoir confusion avec son cousin Quintus Fabius Maximus Eburnus, un peu plus jeune. Les censeurs confirment Marcus Aemilius Scaurus dans sa fonction de princeps senatus.
Il est un orateur et un homme de lettres reconnu, notamment par Cicéron